# Ayesha Malik
Ayesha A. Malik (nascida em 3 de junho de 1966) é uma juíza paquistanesa. Ela é a primeira juíza mulher da Suprema Corte na história do Paquistão. Em 6 de janeiro de 2022, a Comissão Judicial do Paquistão aprovou sua nomeação para a Suprema Corte do Paquistão, e ela fez seu juramento no dia 24 de janeiro de 2022. Ayesha Malik também atuou como juiza do Tribunal Superior de Lahore, no Paquistão, de 27 de março de 2012 a 5 de janeiro de 2022.

## Infância e educação
Ayesha Malik recebeu sua educação básica em escolas de Paris (França) e Nova York (Estados Unidos) e completou seus A-Levels na Francis Holland School para Meninas, em Londres (Inglaterra). No Paquistão, ela frequentou a Karachi Grammar School e obteve seu diploma de Bacharel em Comércio pela Faculdade de Comércio e Economia do Governo Municipal de Carachi (Paquistão). Depois, ela  se formou em Direito pela Faculdade de Direito do Paquistão e obteve Mestrado em Direito pela Escola de Direito de Harvard (Estados Unidos). Ayesha Malik foi nomeada London H. Gammon Fellow 1998-1999 por mérito excepcional.

## Carreira jurídica
Ayesha Malik iniciou sua carreira jurídica auxiliando o Sr. Fakhurddin G. Ebrahim, na Fakhruddin G. Ebrahim & Co., na cidade paquistanesa de Carachi, entre os anos de 1997 e 2001.
De 2001 a 2004, Ayesha Malik trabalhou com Rizvi, Isa, Afridi & Angell, inicialmente como Associada Sênior. De 2004 a 2012, foi sócia da Rizvi, Isa, Afridi & Angell (RIAA). Durante esse período, ela ficou encarregada do Escritório da empresa na cidade de Lahore, liderando o Departamento Corporativo e de Contencioso da empresa.
Em 27 de março de 2012, Ayesha Malik tornou-se juíza do Tribunal Superior de Lahore.
Em janeiro de 2019, Ayesha A. Malik tornou-se presidente de um Comitê recém-formado para a Proteção de Mulheres Juízas em Lahore, no Paquistão. Este comitê foi formado pelo presidente do Tribunal Superior de Lahore para tomar medidas contra o hooliganismo contra juízas por parte de advogados em tribunais distritais.
Ayesha Malik também faz parte da Associação Internacional de Juízes (IAWJ), uma iniciativa de empoderamento das mulheres por meio da igualdade e da justiça para todas as meninas e mulheres. A juíza Ayesha é uma defensora da importância da perspectiva de gênero na defesa do estado de direito.
A prática jurídica de Ayesha consiste em aparições nos Tribunais Superiores, Tribunais Distritais, Tribunal Bancário, Tribunais Especiais e Tribunais Arbitrais. Na Inglaterra e na Austrália, ela foi testemunha especialista em casos de direito de família envolvendo questões de custódia de crianças, divórcio, direitos das mulheres e proteção constitucional para mulheres no Paquistão. Ela é autora de vários julgamentos notáveis com referência específica aos direitos das mulheres e igualdade de gênero.
Ayesha Malik presidiu o Comitê de Supervisão Feminina de Oficiais de Justiça, que examinou todas as questões relacionadas a oficiais de justiça do sexo feminino.
Ela ainda ouve as questões ambientais no Tribunal Superior de Lahore e é um juiza ecológica que defende a justiça ambiental.
Ela trabalhou no processo para agilizar efetivamente o processo de litígio por automação e gerenciamento de casos.
Em janeiro de 2022, ela prestou juramento como juíza da Suprema Corte do Paquistão e se tornou a primeira juíza mulher da Suprema Corte.

## Educadora jurídica
Ayesha ensinou Direito Bancário na Universidade de Punjab, no Departamento de Mestrado em Negócios e Tecnologia da Informação e Direito Mercantil na Faculdade de Ciências Contábeis e Administrativas, na cidade de Carachi, no Paquistão. Ela também desenvolveu um curso sobre 'sensibilização de gênero para processos judiciais' para o Conselho da Academia Judicial de Punjab. E compilou um manual sobre leis ambientais para auxiliar os tribunais a lidar com questões ambientais.

## Trabalho social
Ayesha trabalhou como conselheira pro bono para ONGs envolvidas em programas de redução da pobreza, programas de microfinanças e programas de treinamento de habilidades. Ela também ensinou voluntariamente Língua Inglesa e Desenvolvimento em Habilidades de Comunicação na Escola SOS Herman Gmeiner em Lahore (um projeto da ONG SOS Children's Villages International) por muitos anos.

## Reconhecimento
Em 2022, ela foi homenageada como uma das 100 mulheres mais inspiradoras do mundo pela BBC.

## Publicações e experiência de escrita
1. Por que 'Comércio' em Serviços Financeiros: Uma avaliação do Acordo sobre Comércio de Serviços Financeiros sob o GATS - The Journal of World Investment, Vol 1 No.2, dezembro de 2000. 12ª Edição do Relatório Global 2004 sobre a Independência do Judiciário -Capítulo do Paquistão. Leis Seculares do Paquistão:
2. A Oxford International Encyclopedia of Legal History publicada pela Oxford University Press 2009, Volume 4
3. Compilação da Suprema Corte do Paquistão 1956-2006 Casos selecionados publicados pela Faculdade de Direito do Paquistão, publicado no 50º aniversário da Suprema Corte do Paquistão.
4. Contribuição para o Controle de Fusões, Getting The Deal Through, sendo uma Revista Internacional de Política Concorrencial e Regulamentação Global Competition Review.
5. Reportagem para o Paquistão para Oxford Reports on International Law in Domestic Courts, uma publicação da Oxford University Press.[1]